# ダミアン・ランサ
ダミアン・ランサ（Damián Enrique Lanza Moyano、1982年4月10日 - ）は、エクアドルの元サッカー選手。元エクアドル代表。ポジションはゴールキーパー。

## 来歴
コパ・アメリカ2004でエクアドル代表のメンバーに選ばれ、グループステージ・メキシコ戦でデビュー。2005年までに通算5試合に出場した。また、出場機会は無かったが2006 FIFAワールドカップのメンバーにも選ばれた。

## 代表歴

### 出場大会
- エクアドル代表
  - 2006 FIFAワールドカップ

### 試合数
- 国際Aマッチ 5試合 0得点（2004年-2005年）[1]

| エクアドル代表 | 国際Aマッチ | 国際Aマッチ |
| 年             | 出場        | 得点        |
| -------------- | ----------- | ----------- |
| 2004           | 3           | 0           |
| 2005           | 2           | 0           |
| 通算           | 5           | 0           |